# George Thurland Prior
George Thurland Prior, född 16 december 1862 i Oxford, död 8 mars 1936, var en brittisk mineralog.
Prior blev efter studier vid Oxfords universitet 1887 tjänsteman vid avdelningen för naturalhistoria vid British Museum i London och var 1909–27 intendent (keeper) för den mineralogiska avdelningen där. Han utförde ett stort antal arbeten såväl inom petrografin som inom den speciella mineralogin. Han tilldelades Murchisonmedaljen 1927.